# Skákfélag Akureyrar
Skákfélag Akureyrar – islandzki klub szachowy z siedzibą w Akureyri.

## Historia
Klub został założony w 1919 roku. W 1999 roku zespół zadebiutował w Pucharze Europy. Klub przegrał wówczas mecze z Taflfélagið Hellir i Taflfélag Reykjavíkur, natomiast wygrał spotkanie z Crumlin Chess Club i w grupie zajął przedostatnie, siódme miejsce. Czołowym zawodnikiem drużyny był wówczas Jóhann Hjartarson. W latach 2000–2001 klub zajmował trzecie miejsce w Íslandsmót skákfélaga.